# (69590) 1998 EL8
1998 إي أل 8 (ويعرف أيضًا باسم (69590) 1998 إي أل 8 وفق تسمية الكوكب الصغير) (بالإنجليزية: 1998 EL8)‏ هو كويكب ضمن حزام الكويكبات؛ وترتيبه 69590 من حيث الاكتشاف.
اكتُشف هذا الجُرم الفلكي بواسطة تاكيشي أوراتا ‏ في 3 مارس 1998.

## وصلات خارجية
- (69590) 1998 EL8 في قاعدة بيانات مختبر الدفع النفاث لأجرام النظام الشمسي الصغيرة

- الاكتشاف · مخطط المدار ·  العناصر المدارية · المعلمات المادية

- (69590) 1998 EL8 على موقع ويكي سكاي: DSS2, SDSS, GALEX, IRAS, Hydrogen α, X-Ray, Astrophoto, Sky Map, Articles and images